# Heliconius longarenus
Heliconius longarenus är en fjärilsart som beskrevs av William Chapman Hewitson 1875. Heliconius longarenus ingår i släktet Heliconius och familjen praktfjärilar. Inga underarter finns listade i Catalogue of Life.